# 니와 다카쓰네

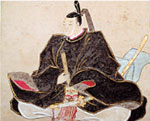

니와 다카쓰네(일본어: 丹羽高庸, 1730년 3월 27일 ~ 1766년 1월 24일)는 일본 에도 시대의 다이묘로, 니혼마쓰번의 6대 번주이다. 1728년에 태어났다고도 한다. 이름은 다카야스라고도 하며, 어릴적 이름은 모모스케(百助)이며, 관위는 종4위하, 와카사노카미(若狭守)이다.
선대 번주 니와 다카히로의 장남으로 태어났다. 1745년, 아버지가 은거함에 따라 번주 자리를 계승하였다. 아버지의 개혁 정책을 이어받아 이와이다 사쿠히와 함께 개혁을 추진하였으나, 반대파의 저항이 강력해지고 1749년 흉작으로 인해 잇키가 발생하면서 결국 사쿠히를 면직시키고 책임자인 간조부교 모로타 헤이시로를 추방하였다. 이후 보수파 중신들이 기용되었으나, 개혁 당시 생성된 세금 제도 등은 이후로도 계속되어 백성들의 부담을 가중시켰다. 1763년 에도 시바의 조조지 수리 등 막부의 용역 부과가 이어져 번의 재정은 더욱 압박을 받았다. 1766년, 37세의 나이로 아버지보다 먼저 사망하였고, 장남 나가타카가 그 뒤를 이었다.